# Нефедова (деревня)
Нефедова — упразднённая в 2022 году деревня в Уватском районе Тюменской области России. Входила в состав межселенной территории района.

## География
Деревня находится в северной части Тюменской области, в пределах юго-восточной части Западно-Сибирской равнины, на правом берегу реки Демьянки, на расстоянии примерно 210 километров (по прямой) к востоку-юго-востоку (ESE) от села Уват, административного центра района. Абсолютная высота — 77 метров над уровнем моря.
Климат
Климат характеризуется как континентальный, с длительной (около 5 месяцев) морозной зимой и тёплым достаточно продолжительным (3 — 3,5 месяца) летом. Средняя многолетняя температура самого холодного месяца (января) составляет −21 — −19 °C, температура самого тёплого (июля) — около 17 °C. Безморозный период длится в течение 110—120 дней. Средняя продолжительность периода с температурой выше 10 °C составляет 92—110 дней, а период с температурой выше плюс 15 °C — 60—70 дней.

## История
Исключена из учётных данных в 2022 году.

## Население
| 1989 | 2002 | 2010 |
| ---- | ---- | ---- |
| 13   | ↗45  | ↗47  |

Половой состав
По данным Всероссийской переписи населения 2010 года в гендерной структуре населения мужчины составляли 42,6 %, женщины — соответственно 57,4 %.
Национальный состав
Согласно результатам переписи 2002 года, в национальной структуре населения ханты составляли 84 % из 45 чел.